# Lesná (district de Znojmo)
Pour les articles homonymes, voir Lesná.
Lesná (en allemand : Liliendorf) est une commune du district de Znojmo, dans la région de Moravie-du-Sud, en République tchèque. Sa population s'élevait à 251 habitants en 2020.

## Géographie
Lesná se trouve à 15 km à l'ouest-nord-ouest de Znojmo, à 63 km à l'ouest-sud-ouest de Brno et à 167 km au sud-est de Prague.
La commune est limitée par Šumná au nord, par Vracovice à l'est, par Horní Břečkov au sud, et par Onšov à l'ouest.
Le village se trouve dans la région naturelle montagneuse de Jevišovická pahorkatina (cs), au sud-est des monts de Bohême-Moravie. La commune se trouve entre le parc naturel de Jevišovka au nord et le parc national de Podyjí au sud.
La source du Plenkovický potok (de), affluent de la Jevišovka, se trouve au nord de la commune.

## Histoire
Le village a été fondé en 1794.

## Patrimoine

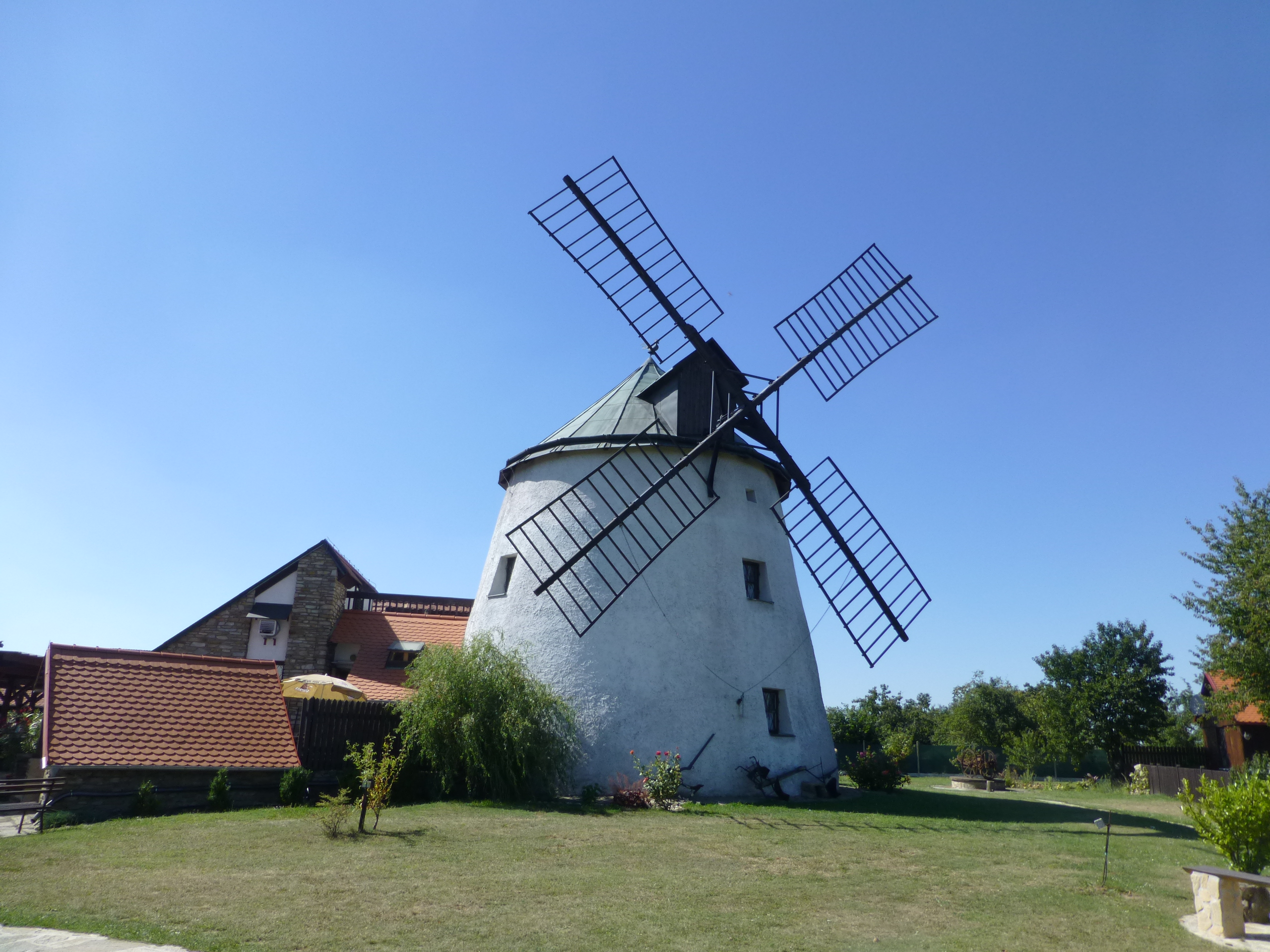
Moulin à vent de Lesná.
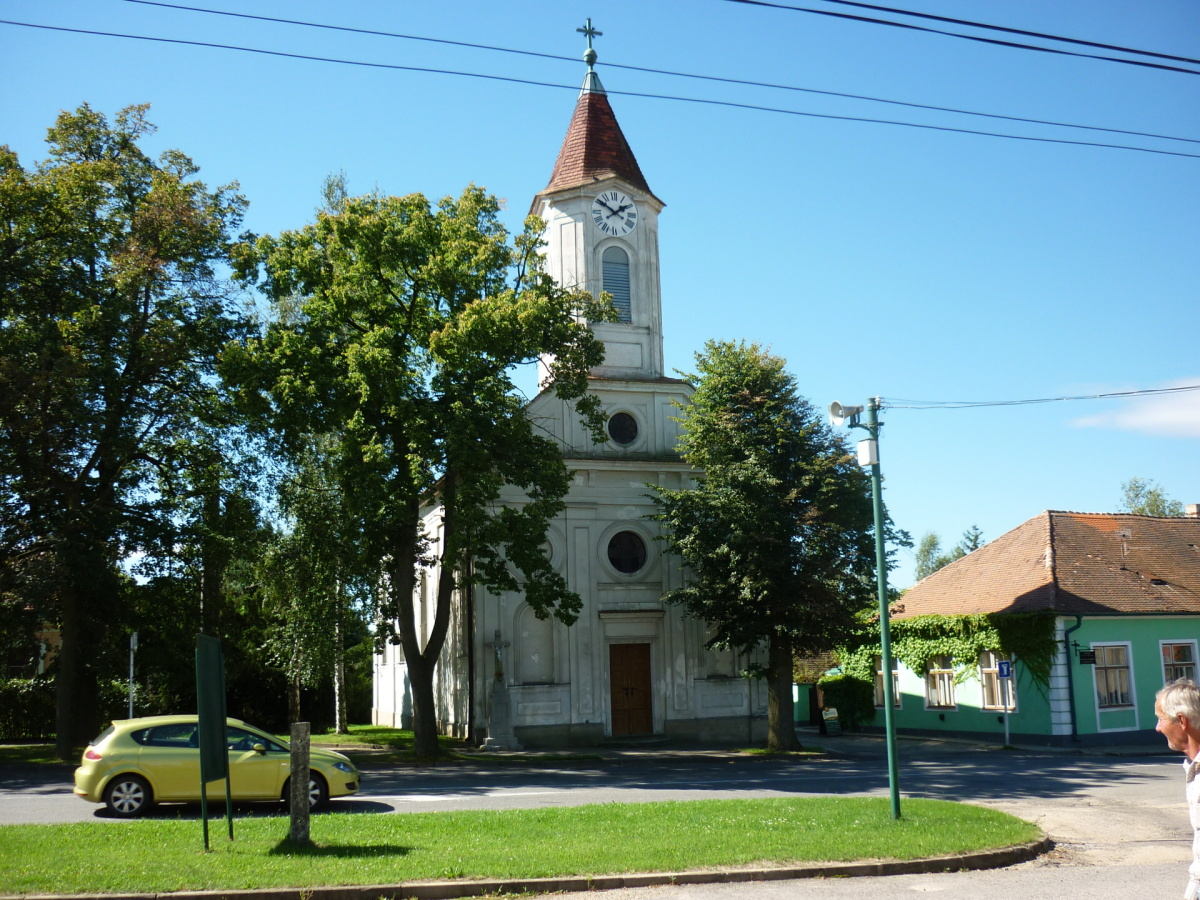
L'église Sainte-Thérèse.